# Lista de carreiras da Carris
Lista das carreiras da empresa Companhia Carris de Ferro de Lisboa, transportadora municipal rodoviária coletiva de passageiros em Lisboa, Portugal, fundada em 1872.
| Cabo Ruivo |
| Musgueira  |

| Musgueira  |
| Cabo Ruivo |

| Musgueira  |
| Cabo Ruivo |

| Musgueira  |
| Cabo Ruivo |

| Musgueira  |
| Cabo Ruivo |

| Sto. Amaro |
| Miraflores |

| Musgueira  |
| Cabo Ruivo |

1. ↑   Até 2024, a carreira circulava entre Vale Formoso ⇆ Br. Alfinetes
2. ↑   Durante a existência da 9A, a carreira 9 terminava no Br. Me. Deus
3. ↑   Até 2005, a carreira circulava entre Marvila (R. Marvila) ⇆ Pç. Restauradores
4. ↑   Até 2023, a carreira circulava entre Col. Militar (circ. Br. Boavista) - atual 71B

Legenda:
- (†) Carreiras extintas a itálico e marcadas com "❌︎" ou com dístico de carreira substituta, onde aplicável. (Esta lista não cobre completamente todas as carreiras extintas!) Carreiras em funcionamento marcadas com "✅︎︎" e com hífen pendente à direita da data de abertura, quando presente. Carreiras com abertura futura anunciada marcadas com "❕︎︎".
- (‡) Informação sobre carreiras extintas por vezes difusa e grosseira, denotando apenas traços gerais e possivelmente anacrónica e/ou incorretamente sincrónica; informação mais exata e detalhada pode estar disponível — q.v.
- (*) Setores “Rede 7”:  W  Ajuda, Belém •  NW  Benfica, Carnide •  N  Alvalade, Lumiar •  E  Marvila, Olivais •  C  Centro •  T  circulares •      (não-classificadas). Em itálico e negrito, carreiras que nunca foram do âmbito da Rede 7 mas cuja área de implementação se pode inscrever claramente num dos setores desta.